# Brynica (Pińczyce)
Brynica – część wsi Pińczyce w Polsce, położona w województwie śląskim, w powiecie myszkowskim, w gminie Koziegłowy. 
W latach 1975-1998 Brynica administracyjnie należała do województwa częstochowskiego